# くりこま高原駅

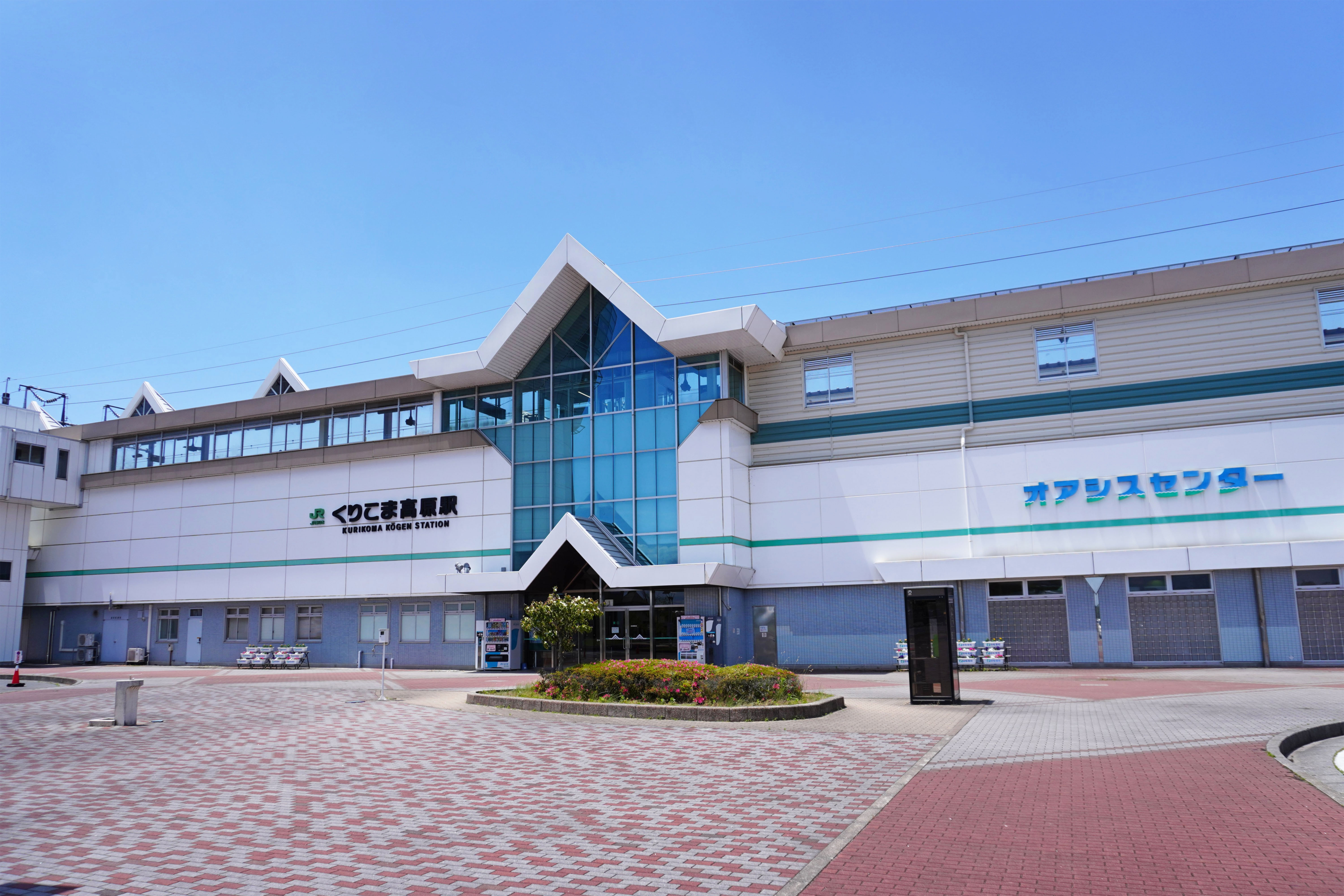
東口（2023年6月）

くりこま高原駅（くりこまこうげんえき）は、宮城県栗原市志波姫新熊谷（しわひめしんくまや）にある、東日本旅客鉄道（JR東日本）東北新幹線の駅。
営業キロ数は、当駅から南東に約5.5キロメートル離れた東北本線新田駅を準用し、乗車券部分については、当駅との選択乗車が可能である。

## 歴史
くりこま高原駅は、東北新幹線開業後に設置された駅であるが、駅の構想は東北新幹線開業前から始まった。この構想を最初に進めたのは築館町(当時)である。1979年（昭和54年）に築館町長の白鳥を会長とする「新幹線築館駅誘致期成同盟会」が結成され、築館町における新幹線駅の実現を目指した。しかし、建設が決まっていた東北新幹線の古川駅と一ノ関駅の間で、築館町はそれらの中間地点より古川に片寄った位置にあった。そこで、新駅の場所をそれらの中間の志波姫町に変更した上で、栗原郡や登米郡、さらには気仙沼市など宮城県北部一円を巻き込んだ広域的な新幹線駅誘致運動に移行し、1980年（昭和55年）に1市23町村が「東北新幹線停車駅促進期成同盟会」を結成した。東北新幹線は1982年（昭和57年）6月23日に、大宮駅と盛岡駅の間で開業するが、これとほぼ同時に、期成同盟会は志波姫町の新幹線新駅の仮称を「栗原・登米駅」とした。
この新幹線駅構想に対して、日本国有鉄道は技術的にも列車ダイヤ上も問題はないが、もし建設するなら、請願駅として地元が建設費用を負担することになるという見解を表した。次いで議論の的になったのが建設費である。栗原・登米駅建設事業費は概算で46億円と見積もられた。期成同盟会は数度にわたってこれを慎重に検討し、栗原郡町村が18億円を負担することとし、残りの費用のうち20億円の負担を宮城県に要請、4億2000万円を栗原郡内からの民間寄付、3億8000万円を登米郡および本吉郡の町、そして気仙沼市に要請する計画を立てた。募金については、一例として、築館町では一般町民一人当たり6,000円が募金額の目標とされたが、特別会計のためこれは控除対象ともなった。
国鉄分割民営化が行われた1987年（昭和62年）、JR東日本は「栗原登米駅」の設置を表明し、この新駅の計画が具体的に協議されるようになった。東北新幹線の請願駅としてすでに開業していた新花巻駅や水沢江刺駅を参考に改めて事業費の試算が行われ、費用をできるかぎり絞り込んだ結果、駅舎整備に約24億円、駅前整備に約8億円、あわせて約32億円が必要とされた。宮城県は駅舎建設費の半額の12億円の負担を決め、これで栗原郡の18億円とあわせて30億円が確保されたが、周辺事業を考慮するとなおも10億円ほどが必要と考えられたため、登米郡や本吉郡、気仙沼市に対して負担金の早期確定が要請された。また、JR東日本が駅の設置を表明したことで募金活動が本格的に行われるようになった。
JR東日本は、駅施設の建設について条件を付けた。駅の用地はJR東日本へ無償で譲渡されること、当面はホーム2面および線路2線の配線とするが将来的に4線に拡張できるように土地が確保されること、などである。また、ホーム長は新幹線車両12両編成に対応する長さとされた。他にも、JR東日本は周辺の観光資源の開発や交通網の整備について要望を出した。地元自治体はこれらの条件を受け入れ、1988年（昭和63年）に、宮城県、栗原地域広域行政事務組合、JR東日本の三者によって基本協定書の調印が行われた。次いで工事協定が結ばれ、この年の10月に駅の建設地で安全祈願祭が執り行われた。
駅の建設中には駅名が問題となった。1989年（平成元年）にJR東日本は、郡名をつなげた駅名は読みづらいとして、駅名の再考を地元自治体に促した。これを受けて駅名の公募が行われ、「栗原登米駅」、「三陸栗原登米駅」、「奥宮城駅」、「スワン駅」、「伊豆沼駅」の5案がJR東日本へ提示された。しかし、JR東日本はこれらいずれも採用せず、独自に「くりこま高原駅」を決めた。当時、栗原郡内に栗駒町が存在したため、JR東日本の駅名案は特定の町を連想させるものとして地元自治体は反発したが、くりこま高原駅が新駅の駅名として決められた。
こうした一連の出来事を経て、1990年（平成2年）3月10日に、くりこま高原駅は開業した。

### 年表
- 1990年（平成2年）3月10日：栗原郡志波姫町の駅として開業[2]。
- 1997年（平成9年）3月22日：速達型「やまびこ」の停車を開始[新聞 2]。
- 1999年（平成11年）5月26日：自動改札機を設置し、供用を開始[14]。
- 2005年（平成17年）4月1日：市町村合併に伴い、栗原市の駅となる。
- 2020年（令和2年）3月14日：新幹線eチケットサービス開始[報道 1]。
- 2021年（令和3年）3月13日：タッチでGo!新幹線のサービスを開始[報道 2]。
- 2024年（令和6年）
  - 1月15日：みどりの窓口の営業を終了[3]。
  - 1月16日：話せる指定席券売機を導入[3]。
  - 10月1日：えきねっとQチケのサービスを開始[1][報道 3]。

## 駅構造
相対式ホーム2面2線を持つ高架駅である。通過線がないため、ホームが直接本線に面しており、列車が目の前を320km/hで通過することになるため、可動式安全柵を装備している。駅完成当時は、12両編成対応のホームだったが、現在はフル規格10両＋ミニ新幹線規格7両の17両編成対応になっている。
小牛田統括センターの直営駅（駅長・副長配置）である。東北新幹線の単独駅であり、管理駅でもあるが、当駅は自駅のみの単駅管理となっている。自動券売機、話せる指定席券売機、自動改札機（新幹線eチケットサービス、タッチでGo!新幹線、えきねっとQチケ対応）、駅レンタカー営業所、待合室、土産屋、観光案内所がある。以前は「びゅう旅センター」が設置されていた。
改札階（1階）とホーム（3階）を結ぶエレベーターが設置されている。また、上りエスカレーターが1階と2階の間と2階と3階の間に設置されている（下りエスカレーターはない）。
なお、DS-ATC化以前のATC回路は、閉塞信号のみ（場内、出発信号が無い）で、車両にある車上装置が地上装置からのATC信号ならびに自車の走行距離から現在位置を計算して、ATC制御を行っていた。

### のりば
| 番線 | 路線                     | 方向 | 行先                               |
| ---- | ------------------------ | ---- | ---------------------------------- |
| 11   | 東北新幹線               | 上り | 仙台・東京方面                     |
| 12   | 東北・秋田・北海道新幹線 | 下り | 盛岡・秋田・新青森・新函館北斗方面 |

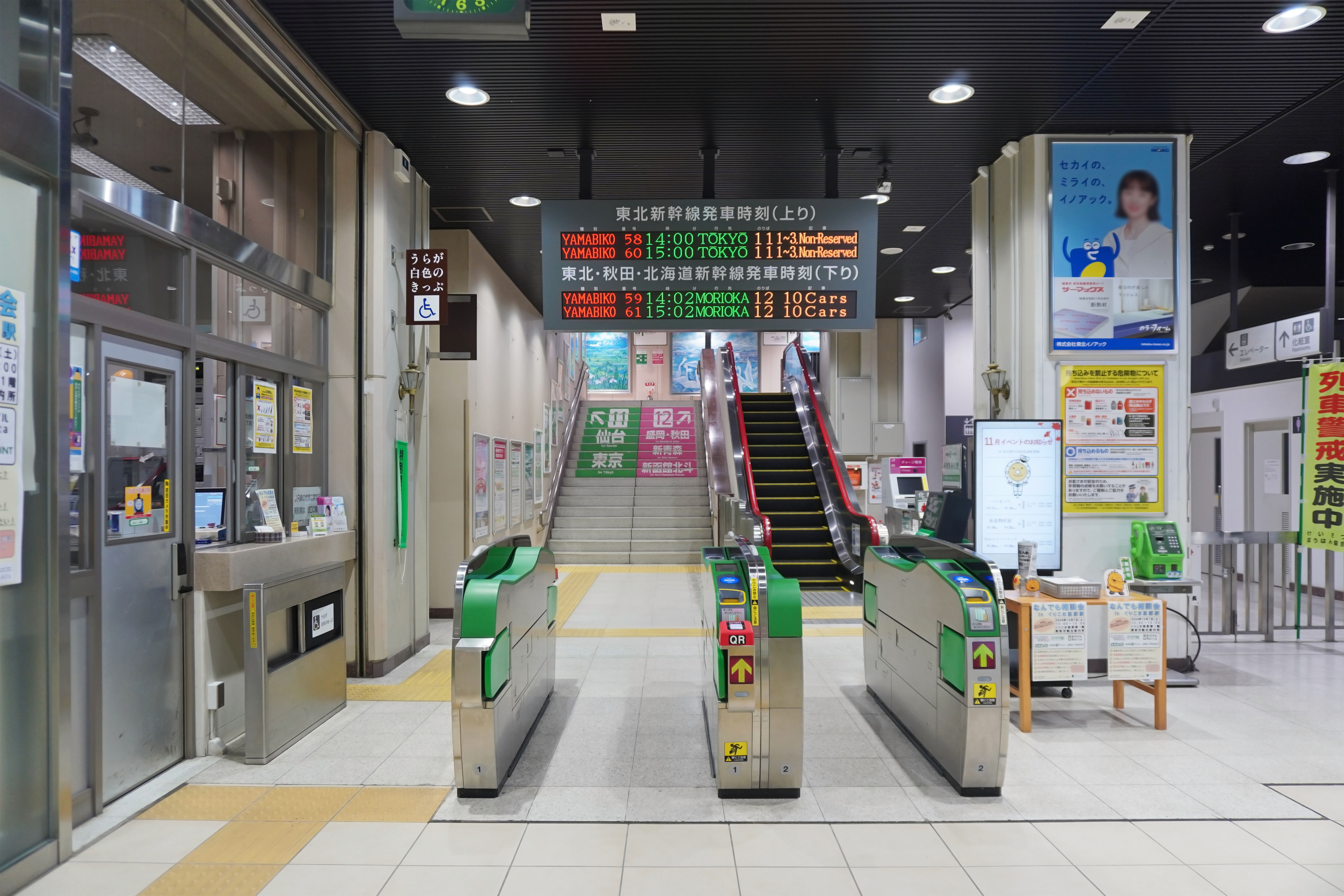
改札口（2024年11月）
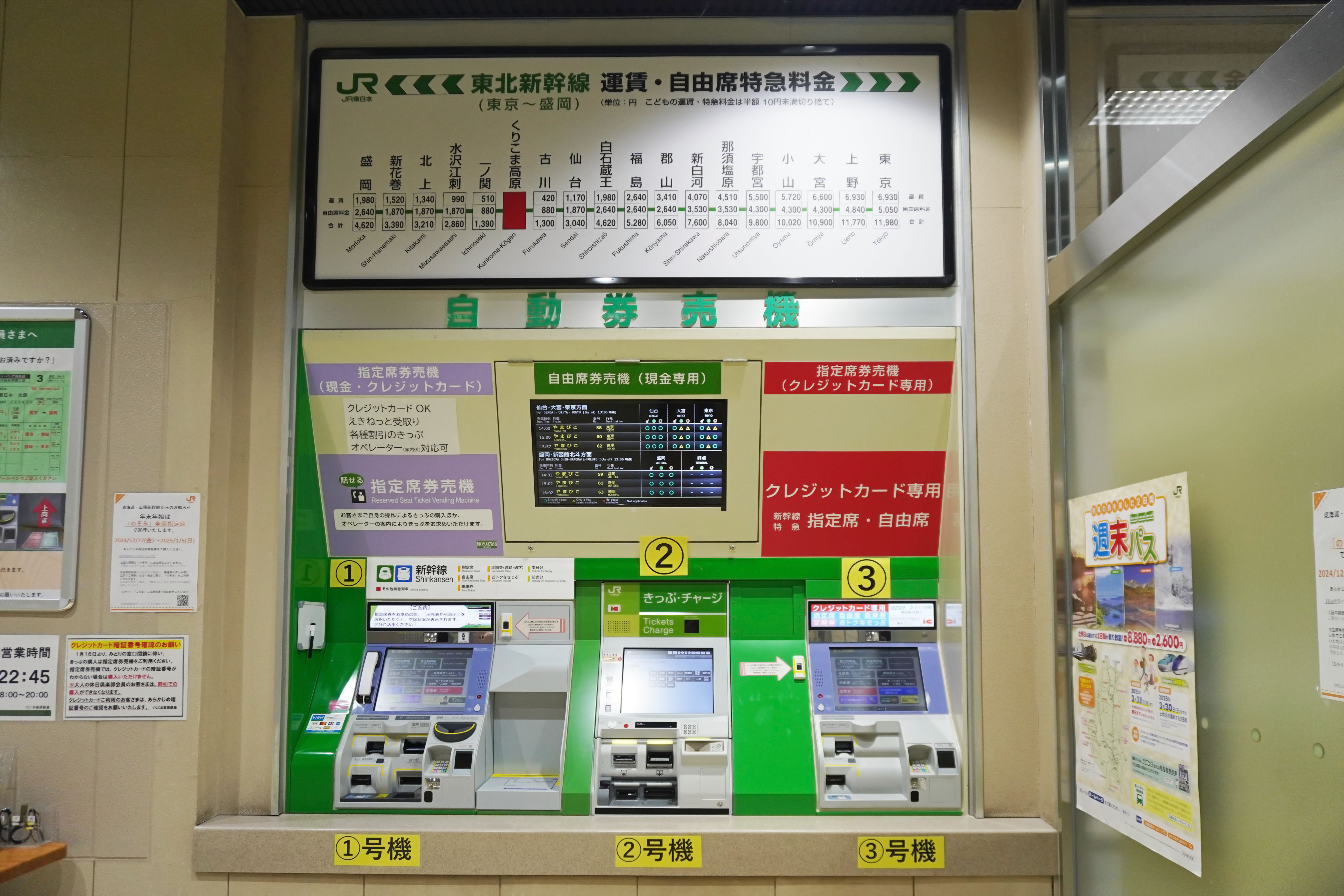
切符売り場（2024年11月）
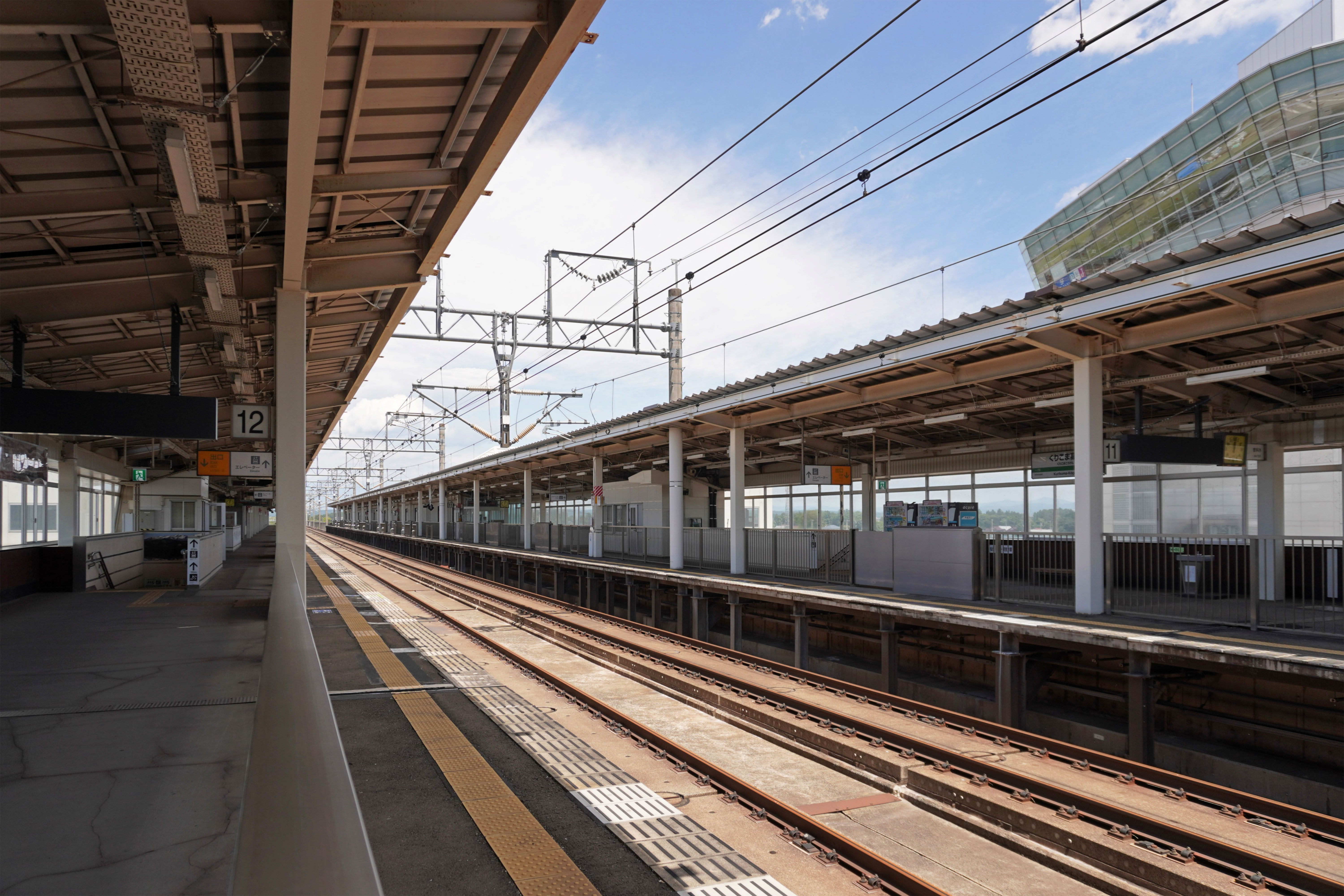
ホーム（2023年6月）

## 利用状況
JR東日本によると、2023年度（令和5年度）の1日平均乗車人員は880人である。宮城県県北全域から自家用車で当駅へ来て、仙台・東京方面へ向かう旅客が多い。
2000年度（平成12年度）以降の推移は以下のとおりである。
| 1日平均乗車人員推移 | 1日平均乗車人員推移 | 1日平均乗車人員推移 | 1日平均乗車人員推移 | 1日平均乗車人員推移 | 1日平均乗車人員推移 |
| 年度                | 定期外              | 定期                | 合計                | 前年度比            | 出典                |
| ------------------- | ------------------- | ------------------- | ------------------- | ------------------- | ------------------- |
| 2000年（平成12年）  |                     |                     | 1,438               |                     | [ 利用客数 2 ]      |
| 2001年（平成13年）  |                     |                     | 1,415               |                     | [ 利用客数 3 ]      |
| 2002年（平成14年）  |                     |                     | 1,356               |                     | [ 利用客数 4 ]      |
| 2003年（平成15年）  |                     |                     | 1,323               |                     | [ 利用客数 5 ]      |
| 2004年（平成16年）  |                     |                     | 1,281               |                     | [ 利用客数 6 ]      |
| 2005年（平成17年）  |                     |                     | 1,251               |                     | [ 利用客数 7 ]      |
| 2006年（平成18年）  |                     |                     | 1,206               |                     | [ 利用客数 8 ]      |
| 2007年（平成19年）  |                     |                     | 1,202               |                     | [ 利用客数 9 ]      |
| 2008年（平成20年）  |                     |                     | 1,156               |                     | [ 利用客数 10 ]     |
| 2009年（平成21年）  |                     |                     | 1,090               |                     | [ 利用客数 11 ]     |
| 2010年（平成22年）  |                     |                     | 1,037               |                     | [ 利用客数 12 ]     |
| 2011年（平成23年）  |                     |                     | 1,002               |                     | [ 利用客数 13 ]     |
| 2012年（平成24年）  | 561                 | 529                 | 1,090               |                     | [ 利用客数 14 ]     |
| 2013年（平成25年）  | 569                 | 550                 | 1,119               |                     | [ 利用客数 15 ]     |
| 2014年（平成26年）  | 555                 | 531                 | 1,086               |                     | [ 利用客数 16 ]     |
| 2015年（平成27年）  | 562                 | 533                 | 1,096               |                     | [ 利用客数 17 ]     |
| 2016年（平成28年）  | 570                 | 506                 | 1,076               |                     | [ 利用客数 18 ]     |
| 2017年（平成29年）  | 569                 | 507                 | 1,077               |                     | [ 利用客数 19 ]     |
| 2018年（平成30年）  | 566                 | 481                 | 1,048               |                     | [ 利用客数 20 ]     |
| 2019年（令和元年）  | 522                 | 488                 | 1,010               |                     | [ 利用客数 21 ]     |
| 2020年（令和02年）  | 173                 | 445                 | 619                 | −38.7%              | [ 利用客数 22 ]     |
| 2021年（令和03年）  | 233                 | 437                 | 670                 | 8.3%                | [ 利用客数 23 ]     |
| 2022年（令和04年）  | 350                 | 426                 | 776                 | 15.8%               | [ 利用客数 24 ]     |
| 2023年（令和05年）  | 437                 | 442                 | 880                 | 113.6%              | [ 利用客数 1 ]      |

## 駅周辺
駅名に「高原」と付くが、当駅所在地の標高は約20メートルである。駅周辺には田園風景が広がる。路線バス・タクシー乗り場が西口にある。東口には一般車の無料駐車場がある。
駅周辺を含む栗原市内の迫川・二迫川・三迫川流域は「国営付帯県営かんがい排水場」の受益地となっており、2019年（令和元年）までは農業振興地域の除外が不可能であった（農林水産省の同意や承認が必要）。
駅開業以降、周辺ではイオンが2006年（平成18年）に部分除外を受けてショッピングセンターを出店したが、これまで大規模な開発はなかった。2016年（平成28年）に発表された栗原市の「第2次市総合計画」で、駅周辺開発構想に触れている。
- エポカ21（ホテル・レストランなどの総合施設）
- イオン栗原志波姫ショッピングセンター
- 栗原市役所 志波姫総合支所（旧・志波姫町役場）
- 志波姫郵便局
- 宮城県道250号くりこま高原停車場線
- 宮城県道268号くりこま高原停車場伊豆沼線
- 国道398号

## バス路線
- 東日本急行
  - 高速「仙台金成線」：仙台駅前・東北大学病院前／金成庁舎前
- 栗原市民バス
  - 若柳線：石越駅前／栗原中央病院
  - 岩ケ崎線：栗駒病院前
  - 築館一関線：有壁駅前／一関駅前
  - 花山線：自然薯の館前
- 登米市民バスのりば（ミヤコーバス佐沼営業所運行委託）
  - 新田線：ミヤコーバス佐沼営業所／登米総合産業高校前
- ミヤコーバス
  - 栗駒山紅葉号：いわかがみ平（栗駒山登山口）/ 石越駅前

## 隣の駅
※■秋田新幹線「こまち」（当駅は95・96号のみ停車）を含む新幹線の隣の駅の停車駅は各列車記事を参照のこと。
東日本旅客鉄道（JR東日本）
東北・北海道新幹線
古川駅 - くりこま高原駅 - 一ノ関駅

### 記事本文